# Malcata
 (janvier 2020).
Malcata est une commune portugaise du canton de Sabugal, de 332 habitants (2011). On dit que dans ce village il y avait un mur d’enceinte, mais aucun vestige archéologique n’a jamais été trouvé. 

## Population
Malcata atteint son pic de population au milieu du XXe siècle avec environ 1200 habitants. Puis l’émigration vers l'Argentine, la Suisse, l'Espagne, la Hollande, l'Angleterre, le Brésil, les États-Unis, mais surtout la France, font baisser sa population à moins de la moitié. 

## Patrimoine
- Église
- Chapelle de São Domingos
- Fontaines
- Four communautaire
- Tour de l'horloge
- Moulins à eau de la rivière Côa
- Maisons de schiste
- Fromagerie
- Bâtiment des douanes

## Fêtes et pèlerinages
Les grands fêtes de Malcata ont lieu le 2ème dimanche d'août en l'honneur de São Barnabé, São Domingos, le Saint Cœur de Jésus, Nossa Senhora do Rosario et Senhora dos Caminhos. 
São João : 24 juin. 
Fête des ajoncs : mois de mai. 

## Équipements et services
- Mairie
- École primaire (fermée)
- École maternelle (fermée)
- ACDM (Association culturelle et sportive de Malcata)
- ASSM (Association de solidarité sociale de Malcata): Maison de retraite
- ACPM (Association maltcataise de chasse et de pêche)
- AMCF (Association pour le futur de Malcata)